# Xiangelilacris zhongdianensis
Xiangelilacris zhongdianensis is een rechtvleugelig insect uit de familie veldsprinkhanen (Acrididae). De wetenschappelijke naam van deze soort is voor het eerst geldig gepubliceerd in 2008 door Zheng, Huang & Zhou.